# Birkfeld
Birkfeld je městys, který se rozkládá v okrese Weiz, ve spolkové zemi Štýrsko v Rakousku, severovýchodně od Štýrského Hradce. V lednu 2017 zde žilo 5050 obyvatel.

## Popis
Území městyse má rozlohu 89,78 km². Svou rozlohou je městys největší obcí v okrese. Rozkládá se v horní části údolí Feistritztal na obou březích říčky Feistritz. Nadmořská výška území je při řece od 500 m na jihu až po 650 m na severu. Z údolí řeky, směrem k západu, výška stoupá k vrcholům Hirschberg 1263 m n. m., Koenigskogel 1243 m n. m. a Offnerberg 1293 m n. m. Zalesněné horstvo je odvodňováno několika potoky, které se vlévají do řeky.

## Členění obce

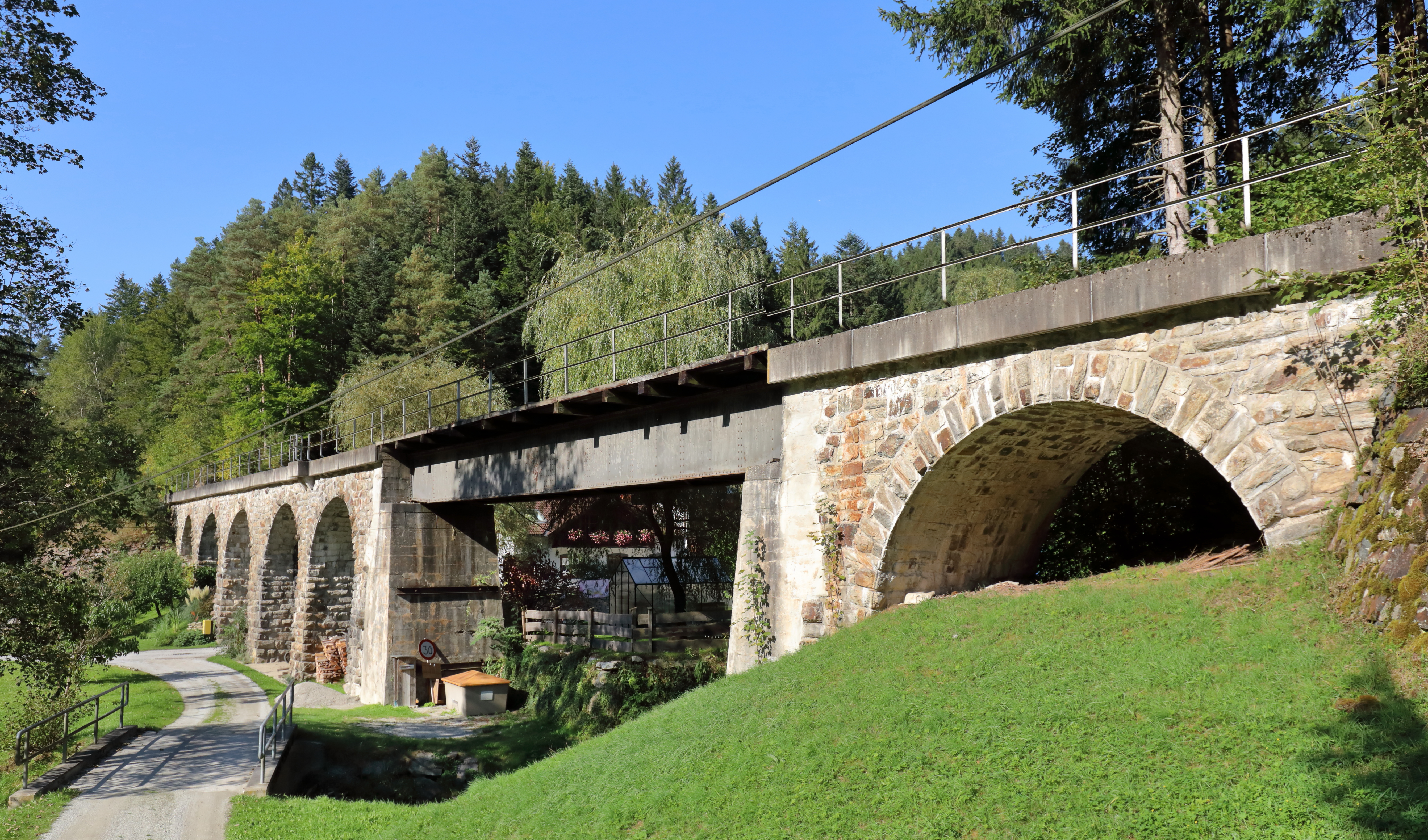
Viadukt na trati Feistritztalbahn

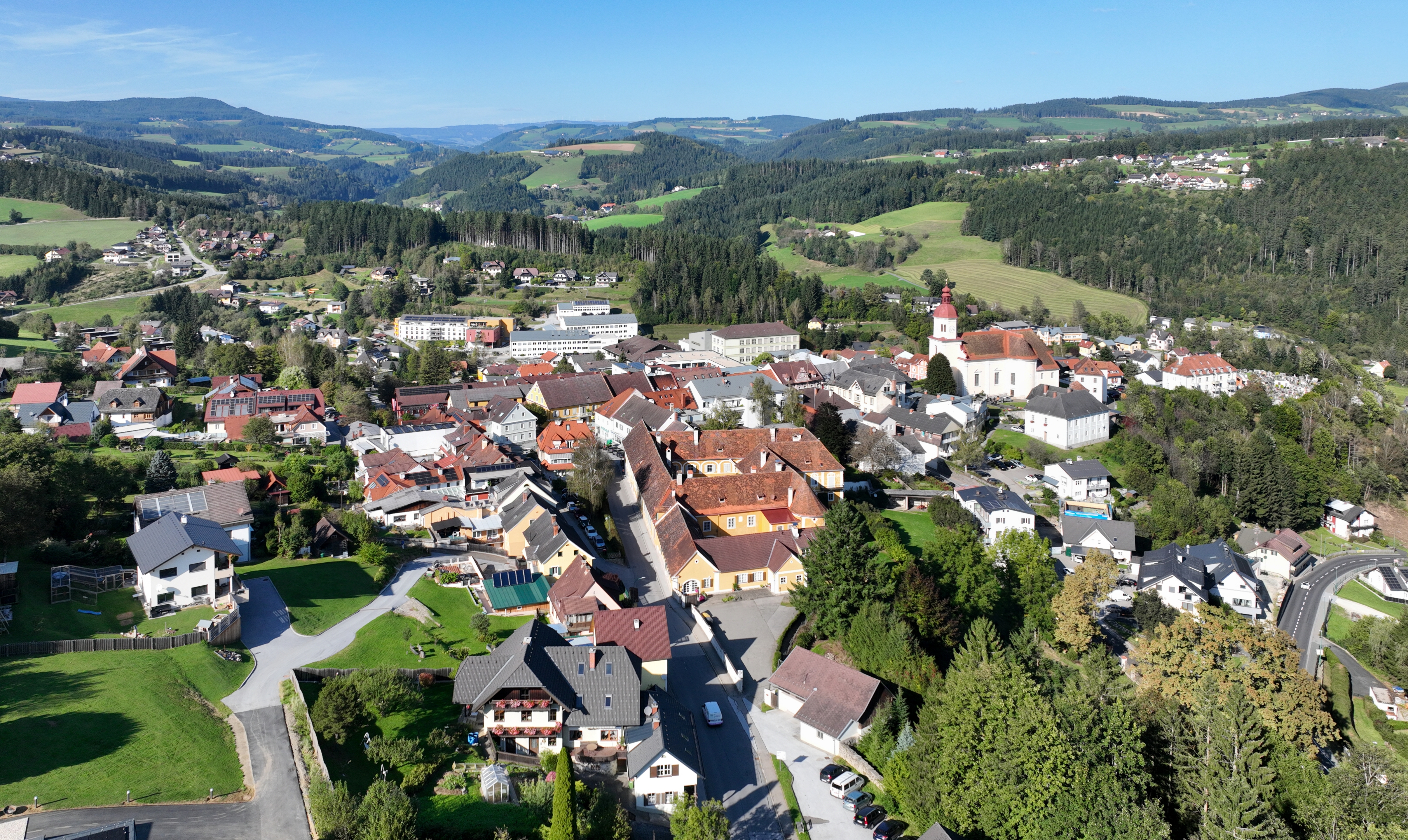
Letecký pohled na Birkfeld

Obec zahrnuje devět osad (místních částí). V závorkách jsou uvedeny počty obyvatel v lednu 2015.
- Birkfeld (1617)
- Gschaid bei Birkfeld (932)
- Haslau bei Birkfeld (440)
- Aschau (411)
- Rabendorf (268)
- Rossegg (285)
- Sallegg (106)
- Piregg (304)
- Waisenegg (756)

## Sousedé
Městys Birkfeld sousedí s těmito obcemi: Fischbach na severu, Strallegg na severovýchodě, Miesenbach bei Birkfeld na východě, Pöllau v okresu Hartberg-Fürstenfeld na jihovýchodě, Anger na jihu, Sankt Kathrein am Offenegg na západě a Gasen na severozápadě.

## Doprava
Územím od severu k jihu prochází podél řeky Zemská silnice B72 (Weizer Straße). Mimo to je zde několik zemských silnic 2.třídy a silnice místního významu.
Z osady Birkfeld podél řeky i silnice B 72 vede jižním směrem úzkorozchodná železniční dráha Feistritztalbahn (rozchod 760 mm). Trať končí v okresním městě.

## Zajímavosti
- Zámek Birkenstein
- Cyklostezka Feistritztal-Radweg R8